# 井阪運輸
井阪運輸株式会社（いさかうんゆ）は、兵庫県西宮市に本社を置く貨物運送業者。清酒の共同配送の運送業者である。

## 営業所
- 西宮営業所（兵庫県西宮市西宮浜）
- 播磨営業所（兵庫県加古郡稲美町）
- 名古屋営業所（愛知県名古屋市中川区）
- 神奈川営業所（神奈川県厚木市）
- 東京営業所（東京都江戸川区）